# Jorge Polanco
Jorge Luis Polanco, Spitzname Chulo, (* 5. Juli 1993 in San Pedro de Macorís, San Pedro de Macorís) ist ein dominikanischer Baseballspieler in der Major League Baseball (MLB). Er spielte von 2014 bis 2023 bei den Minnesota Twins. Seit 2024 läuft er für die Seattle Mariners auf.

## Karriere
Polanco unterzeichnete seinen Vertrag bei den Minnesota Twins 2009 und machte 2010 sein Debüt für die Twins der Dominican Summer League. Im selben Jahr spielte er ebenfalls in der Gulf Coast League. 2011 spielte er weiterhin in der Gulf Coast League und machte dort 51 Spiele für die Twins und hatte eine Batting Average (AVG) von .250 mit einem Home Run (HR) und 16 Runs Batted In (RBI). 2012 spielte Polanco für Elizabethton Twins einem Farmteam der Minnesota Twins und hatte eine Batting Average von .318 mit fünf Home Runs in 51 Spielen. Nach einem weiteren Jahr in den Farmteams der Twins wurde Polanco schließlich im November 2013 in den 40-Mann-Kader des Franchises berufen; startete die Saison 2014 allerdings erst bei den Fort Myers Miracle in der Florida State League.
Am 26. Juni 2014 gab Polanco sein Debüt in der MLB im Trikot der Twins gegen die Los Angeles Angels of Anaheim. In dem Spiel wurde er als Pinch Hitter eingewechselt. Das Spiel verloren die Twins mit 4–6.
2014 und 2015 absolvierte Polanco nur neun Spiele in der MLB. Seine erste längere Saison sollte 2016 werden; in dem Jahr machte er 69 Spiele und hatte eine Batting Average von .282 mit vier Home Runs und 27 RBIs. In der darauffolgenden Saison war Polanco auf der Position des Shortstops gesetzt und lief 133 Mal im Trikot der Twins auf.
Nachdem Polanco positiv auf Stanozolol, einem leistungssteigernden Steroid, getestet wurde, sperrte ihn die MLB am 18. März 2018 für 80 Spiele. Nachdem die Sperre abgelaufen war, wurde er wieder bei den Twins als Shortstop eingesetzt. Trotz der Sperre absolvierte Polanco 77 Spiele für die Twins und schloss die Saison 2018 mit einer Batting Average von .288 mit 6 Home Runs und 42 RBIs ab.
Am 5. April 2019 schlug Polanco gegen die Philadelphia Phillies einen Cycle (jeweils einen Single, Double, Triple und Home Run in einem Spiel). Trotz seiner guten Offensivleistung verloren die Twins das Spiel mit 4–10. Im Juli desselben Jahres wurde Polanco in die Startaufstellung der American League (AL) für das All-Star Game gewählt.